# Ali Haroun
Pour les articles homonymes, voir Haroun.
Ali Haroun de son nom complet Mohamed Ali Haroun(en arabe : علي هارون), né en 1927 à Bir Mourad Raïs, est un ancien militant nationaliste du FLN, homme politique et avocat algérien.

## Biographie
Après des études primaires et secondaires à Alger, Ali Haroun poursuit ses études supérieures en France, il obtient la licence en droit de Panthéon-Sorbonne, il passe le Certificat d'aptitude à la profession d'avocat (CAPA) et ensuite le Doctorat d’État.

### Engagement dans la Guerre d'Algérie
Il rejoint le FLN dès le début de l'insurrection de novembre 1954, il est chargé par Mohamed Boudiaf d'épauler Abane Ramdane pour lancer le journal Résistance Algérienne, qui deviendra par la suite El Moudjahid. Il s'est rendu en France à la fin de 1957 et en mars 1958, il est nommé par le FLN, responsable politique de la Fédération de France du FLN et pour l'organisation de la collecte de l'impôt révolutionnaire auprès des travailleurs algériens et il mènera le combat sans se faire arrêter jusqu'à la fin de la guerre.

### Dans l'Algérie indépendante
À la veille de l'indépendance, il devient membre du Conseil national de la Révolution algérienne (CNRA) de 1960 à 1962, ensuite élu député d'Alger à l'assemblée constituante de 1962 à 1963, il était parmi les 21 qui ont appelé à ne pas voter pour Ben Bella et sa constitution, sa prise de position l'a poussé à se retirer de la politique. En 1963 il reprit son métier d'avocat à la cour d'Alger et à la cour suprême, il plaide dans plusieurs procès politiques dans les années 1960-1970.

#### Ministre des Droits de l'homme
Après l'instauration du pluralisme politique en 1989, Ali Haroun participe à la création de la ligue algérienne des droits de l'homme (LADH). Sous l'influence du général Larbi Belkheir, elle a pour objectif de contrer la Ligue algérienne pour la défense des droits de l'homme (LADDH), indépendante et non politique, dirigée à l'époque par Me Ali Yahia Abdennour. Le 18 juin 1991, il est appelé par le gouvernement de Sid Ahmed Ghozali au poste de ministre délégué aux Droits de l'homme.

#### Crise politique de juin 1991
Lors des évènements de juin 1991, plusieurs milliers d'islamistes du Front islamique du salut sont arrêtés par les forces de l'ordre et internés pour une durée allant de quelques semaines à quatre mois. Ali Haroun, soucieux de sa crédibilité et de sa mission de ministre délégué aux droits de l'homme, assure que « les prisonniers sont déférés à la justice, conformément au code de procédure pénale ». La difficulté pour lui est d'amener l'opinion internationale à croire que le régime algérien agit dans le respect des lois. Le journaliste du quotidien Le Monde, Georges Marion, relate qu'Ali Haroun aurait affirmé lors d'une conférence de presse que les « 1 300 personnes interpellées,sont gardées dans les prisons de cinq régions militaires. »,

#### Interruption du processus électoral et l'appel à Mohamed Boudiaf
Au lendemain de la victoire électorale du premier tour des législatives de 1991 par les islamistes du Front islamique du salut (FIS) avec 188 sièges, les généraux « janviéristes » de l'armée algérienne (ANP) décident, le 11 janvier 1992 d’interrompre le processus électoral. Ali Haroun, favorable à cette décision, est chargé par les « janviéristes » de rédiger avec Mohammed Touati la lettre de démission du président Chadli Bendjedid.

#### Appel à Mohamed Boudiaf
Après la démission de Chadli Bendjedid, il s'avère complexe de lui trouver un successeur. Ali Haroun, ainsi que son ami et collègue, Aboubakr Belkaid, proposent à Khaled Nezzar de nommer Mohamed Boudiaf à ce poste. Figure historique de la guerre d'indépendance, il vit en exil au Maroc depuis 1962, en désaccord total avec le pouvoir politique algérien. Après un refus catégorique de sa part, il décide finalement de repartir en Algérie, afin d'assurer la présidence du HCE, donc ipso facto, de la République algérienne. Figure ambitieuse et prévoyant de changer radicalement le mode de fonctionnement politique du système algérien, Mohamed Boudiaf sera assassiné six mois après son investiture, lors d'un congrès à Annaba.
À propos de l'assassinat de Mohamed Boudiaf, Ali Haroun déclare au quotidien Le Soir d'Algérie :

« Je me sens en quelque sorte responsable de sa mort en ce sens qu’il m’avait reçu pour discuter de l'éventualité de son retour... Pendant des jours, je perdais le sommeil me posant la question sans cesse si j’avais bien fait d’aller le voir à Kénitra. »

#### Création d'un parti politique
En 1995, avec Redha Malek, il est l'un des cofondateurs de l'Alliance nationale républicaine (ANR), un parti qui milite pour la démocratie et la laïcité.

## Ouvrages
- La 7e Wilaya. La guerre du FLN en France (1954-1962), Seuil, Paris, 1986.
- L'été de la discorde, Algérie, Casbah Éditions, Alger, 2000.
- L'éclaircie, Casbah Éditions, Alger, 2011.
- Le rempart - La suspension des élections législatives de janvier 1992 face à la terreur djihadiste, Casbah Éditions. Alger, 2014.
- Le Second Front - Écrits et documents de la Fédération de France du FLN 1954-1962, Casbah Éditions. Alger, 2021.

### Note
1. ↑  Ministre délégué aux droits de l'homme jusqu'au 22 février 1992.